# سام یکم
سام یکم یا سامس یکم پادشاهی از دودمان اَروَندی در سرزمین‌های سوفنه و کوماژن بود که در حدود ۲۶۰ سال پیش از میلاد حکومت می‌کرد. اروندی‌ها پادشاهان ایرانی‌تبار ساتراپی ارمنستان شاهنشاهی هخامنشی بودند.

## نام
نام «سام» (در متون غربی به صورت Sames I یا Samos I) احتمالاً از نام اوستایی ساما، پدر پهلوان اوستایی زال گرفته شده‌است که نشان‌دهنده رواج آداب و رسوم دینی یا حماسی ایرانیان در میان اروندیان است. 

## زندگی‌نامه
پادشاهی سوفنه توسط سلسله ایرانی‌تبار اروندی اداره می‌شد که از نسل اَروَند یکم، نجیب‌زاده باختری بودند که داماد شاهنشاه هخامنشی اردشیر دوم (۳۵۸ تا ۴۰۴) بود.  به گفته نویسنده یونانی استرابون (متوفی ۲۴ پس از میلاد) در کتاب جغرافی او، سوفنه نخستین بار به عنوان یک پادشاهی جداگانه تحت نظارت زریر ظهور کرد. زریر از سوی پادشاه سلوکی، آنتیوخوس سوم (۲۲۲ تا ۱۸۷ پ. م) گمارده شده بود. وی همچنین می‌افزاید که پس از شکست آنتیوخوس سوم در برابر رومیان، زریر اعلام استقلال کرد.  با این حال این گزارش به شدت با شواهد کتبی و سکه‌شناسی در تناقض است.   سوفنه به احتمال زیاد به عنوان پادشاهی متمایز در قرن ۳ پیش از میلاد، در خلال کاهش تدریجی نفوذ سلوکیان در خاور نزدیک و انشعاب سلسله اروندی به چندین شاخه ظهور کرد. سه فرمانروای متعلق به شاخه‌های مختلف اروندی، سام یکم، آرشام یکم و خشایارشا سوفن بر بخش غربی ارمنستان بزرگ، شاید از کوماژن تا ارزنین، حکومت می‌کردند. 

## ساخت‌وسازها
مدتی قبل از ۲۴۵ پیش از میلاد، سام یکم شهر سام‌شاد (سامسات امروزی) را در محل قبلی شهر نوهیتی کوموه بازسازی کرد. 
او ممکن است این شهر را به منظور پایداری ادعای خود بر این منطقه ساخته باشد؛ رویه‌ای رایج در میان دودمان‌های‌های ایرانی ، مانند پادشاهی کاپادوکیه، پادشاهی مهردادیان، اشکانیان و ارمنیان  معماری این شهر برگرفته از معماری ایرانی هخامنشی بود، همانند دیگر بناهای اروندی در ارمنستان بزرگ. نامگذاری شهر به صورت سام‌شاد (فارسی میانه *Sāmašād؛ پارسی باستان *Sāmašiyāti-) به معنی «شادی» سام. یک رویه اروندی و بعدها ارتخشی (آرتاشسی) بود که سبک غالب سلطنتی هخامنشی را به یاد می‌آورد.  سام‌شاد یکی از مهم‌ترین اقامتگاه‌های سلطنتی پادشاهان اروندی سوفن بود. 

## ضرب سکه
اروندی‌های سوفنه، همانند اشکانیان اولیه و فرترکه‌های پارس از نشان‌های سلطنتی ایران استفاده می‌کردند. بر روی سکه‌های سام یکم، او با ریشی کاملاً تراشیده و با کلاه ویژه ساتراپ‌های هخامنشی، معروف به کورپاسه،  نشان داده شده‌است.  نوک کلاه کورپاسه سام یکم برجسته‌تر است، شبیه سرپوشی که آریارادهای اولیه کاپادوکیه می‌پوشیدند. 